# GTI Racing
GTI Racing lub Volkswagen GTI Racing – komputerowa gra wyścigowa stworzona przez Techland i wydana przez Deep Silver (w Polsce dystrybuowana przez Techland) 10 marca 2006 na platformę Microsoft Windows.
Jest to druga gra firmy Techland z gatunku wyścigów (pierwszą była Xpand Rally). Gra posiada licencję firmy Volkswagen, przez co wszystkie piętnaście dostępnych samochodów jest wiernie odzwierciedlonymi modelami samochodów wyścigowych tej marki. W grze dostępnych jest siedemdziesiąt tras opartych na sześciu lokacjach.